# Жан-Франсуа Тома де Томон
Жан-Франсуа Тома де Томон (фр. Jean-François Thomas de Thomon; *12 квітня 1760, Берн, Швейцарія — 4 вересня 1813, Санкт-Петербург, Російська імперія) — російський архітектор доби класицизму франко-швейцарського походження.

## Життєпис

### Французький період
Народився в місті Берн, Швейцарія. Родина перебралася у Францію, де майбутній архітектор провів дитинство та молодість. Художнє навчання опанував в Королівській Академії в Парижі. Він учень архітектора Клода-Ніколя Леду. Як здібний учень, отримав Велику Римську премію, що давала право на переїзд в Рим на стажування. Відбув в Італію.

### Ситуація в архітектурі Франції 18 ст
В другій половині 18 століття в мистецтві Франції домінував стиль класицизм. Архітектори Франції в своїх проєктах старанно копіювали давньогрецькі і давньоримські зразки або цитували уславлені зразки доби Римської імперії. Гігантоманія переважала в проєктах, про що свідчать конкурсні роботи студентів того часу. Характерними були відірвані від реальності проєкти Колегії всіх наук, ідеальних римських храмів тощо. Пафос подібної архітектури підкреслювали переускладнені плани, численні колони, безліч скульптур на парапетах будівель і на прилеглих територіях. Ця архітектура була б надзвичайно дорогою при її реальному виконанні. Всі спроби реально побудувати частини подібних проєктів закінчувались довгобудами або будівництво припинялось взагалі. Типовий приклад — добудова класичного фасаду готичної церкви Сен Сюльпіс в Парижі, що так і залишився незавершеним досі (арх. Дж. Сервандоні).

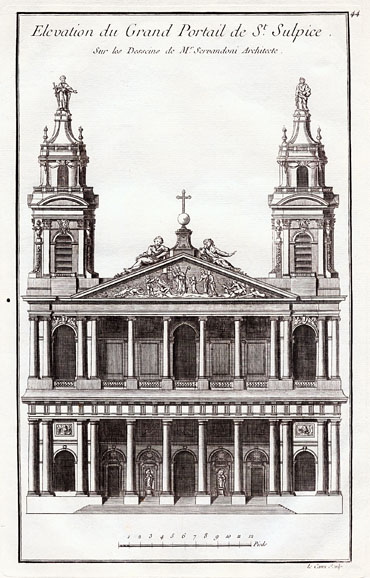
Проєкт Сервандоні
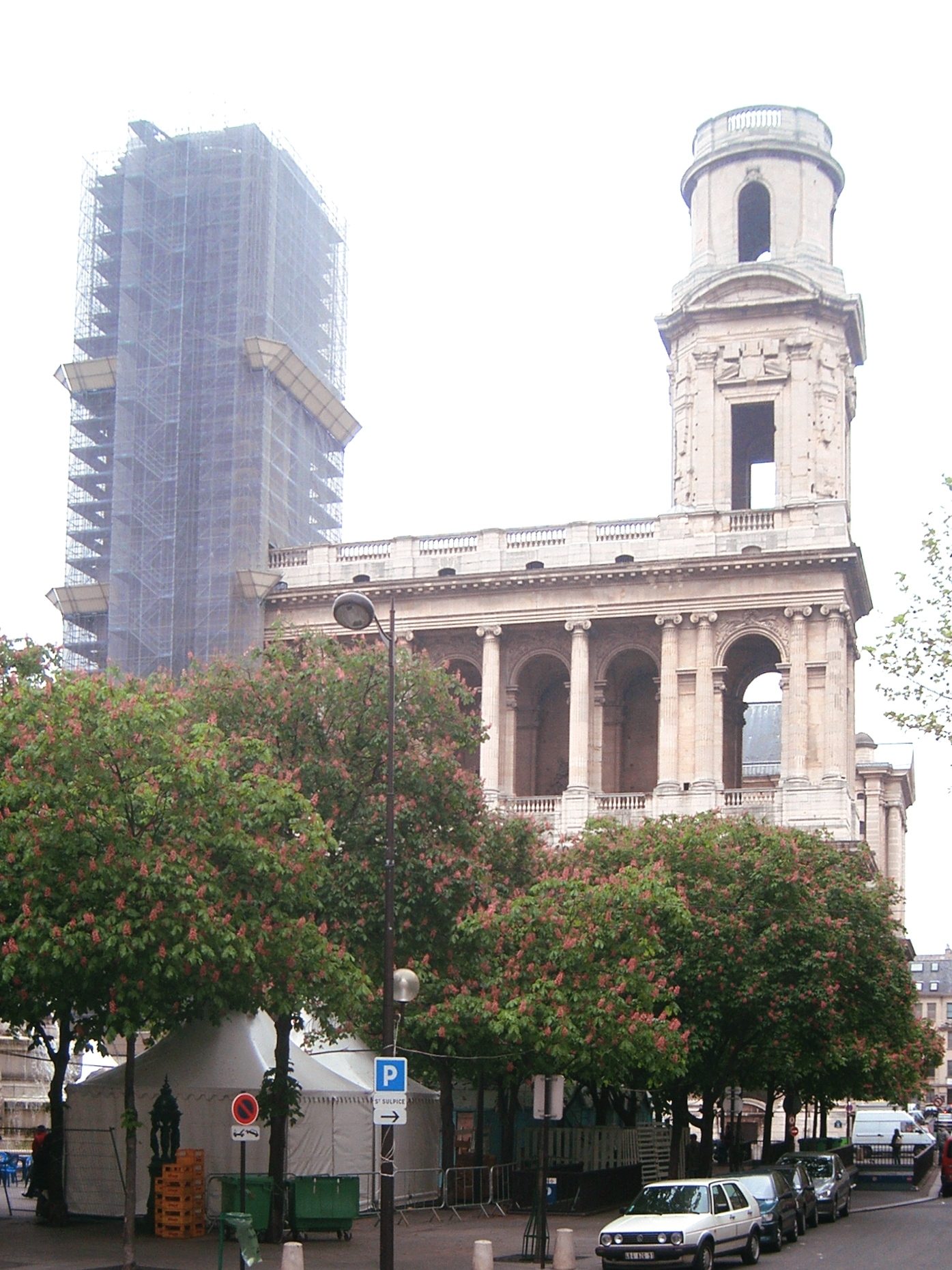
Реальний стан
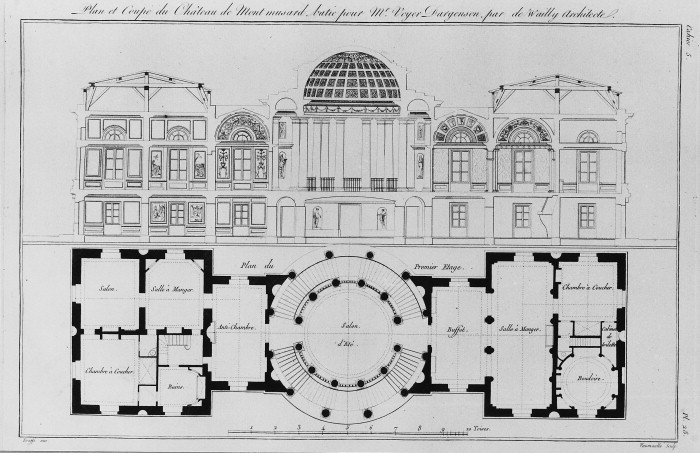
Арх. Шарль де Вайї. Замок Монмусар, проєкт плану
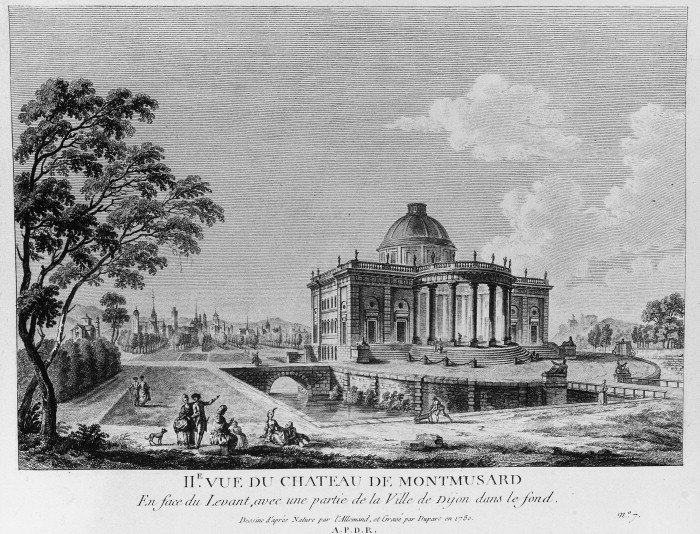
Замок Монмусар поблизу Діжона. Гравюра де Вайї, 1765

### Італійський період
Архітектор за фахом, Тома де Томон старанно вивчав в папській столиці залишки давньоримської архітектури. Потяг до гігантоманії, оперування великими архітектурними об'ємами будуть притаманними і архітектору Тома де Томону.
Не полишав малювання і в Римі, сангіною, акварелями і олійними фарбами.
За термін його перебування у Римі в Парижі розпочалися бунти, що переросли в революцію 1789—1793. З Франції почалася вимушена масова еміграція дворян і вельмож. Як дворянин і прихильник короля, Тома де Томон, рятуючи своє життя, вирішив не повертатись на батьківщину. Разом з графом д'Артуа вони перебралися у імперський Відень, а потім у імперський Петербург. Послом від Російської імперії у Відні на той час був Голіцин Д. М.. Він і сприяв переїзду архітектора до Росії, де той виконав свої перші архітектурні споруди саме в маєтках родини Голіциних (тепер Смоленська обл., садиба Самуйлово, Успенська церква в селі Пречисте тощо).

### Російський період

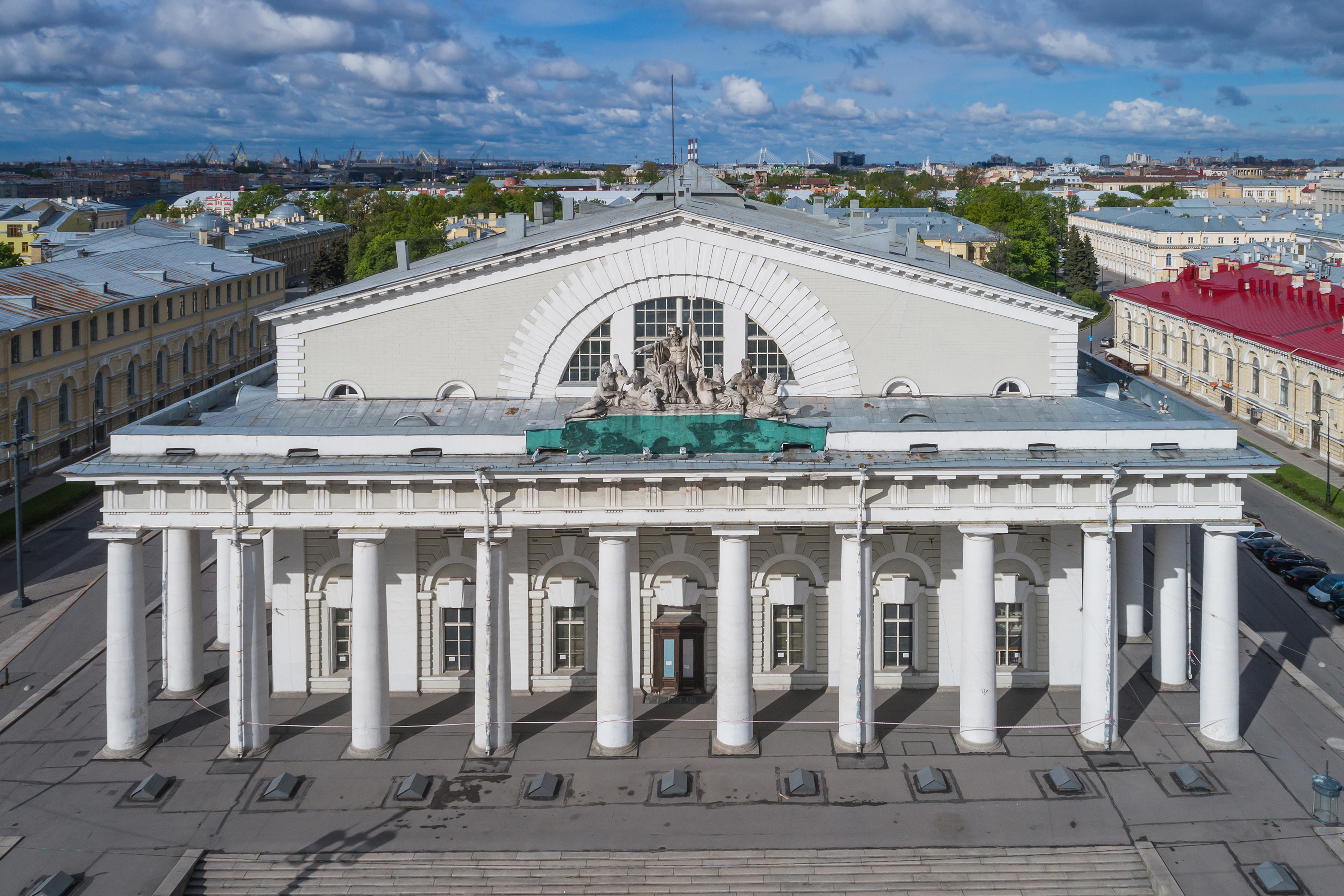
Петербурзька Біржа

Заробляв на життя майстерно виконаними малюнками і акварелями. Ім'я вихованця Паризької Академії стало відоме серед вельмож і, згодом, при дворі царя. Перші архітектурні роботи сподобались і цар Олександр 1-й призначив його придворним архітектором. Відтепер життя і творчість Тома де Томона належатимуть новій батьківщині.

### Головні будівлі

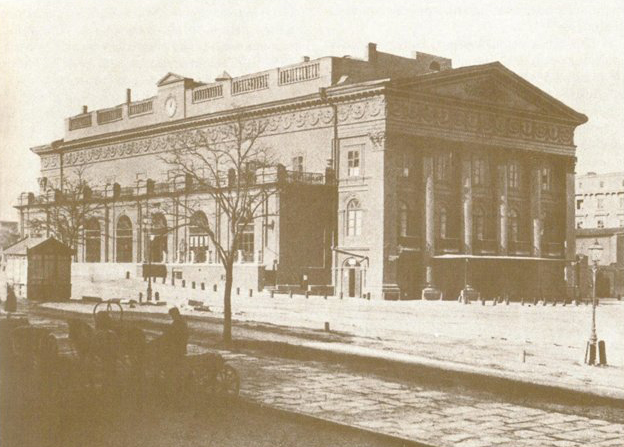
Театр в Одесі первісний, до пожежі 1873

- Садиба Самуйлово Голіцина Д. М., палац (руїна), Смоленська обл.
- Успенська церква в селі Пречисте, збережена.
- Мавзолей в передмісті Петербурга — Павловську.
- Нова Біржа, Петербург.
- Великий театр, Петербург
- Фасад палацу Лаваль А. Г.(емігранта з Франції), Петербург.
- Сальний буян (комори для зберігання матеріалів Адміралтейства).
- Фонтани на імперському шляху до Царського Села(поїлки для спраглих царських коней).

### Проєкти на українських землях

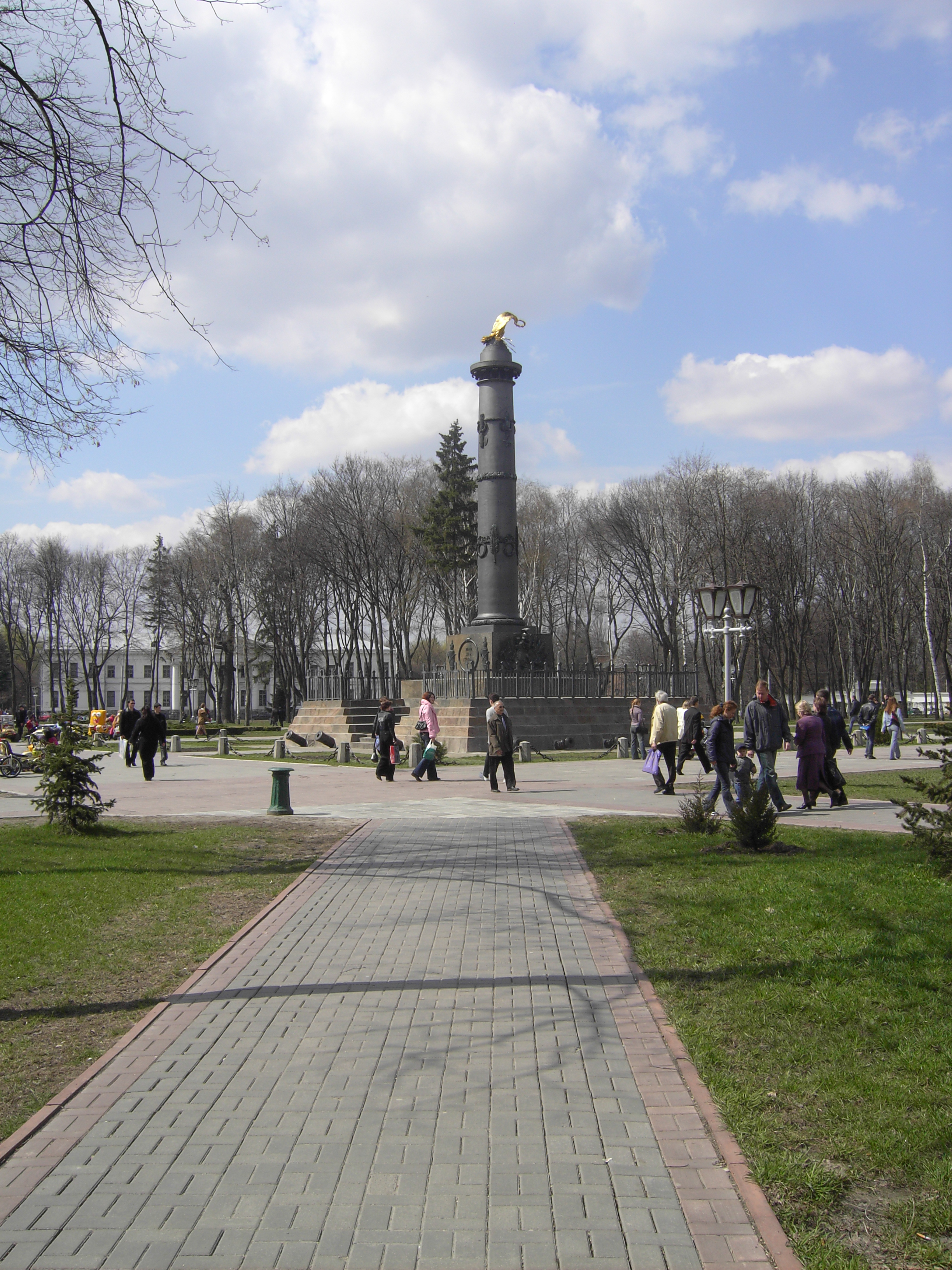
Монумент в місті Полтава

- Монумент Слави на честь перемоги Петра I над шведами, Полтава (збережено)
- Театр в м. Одеса (Згорів, повністю перебудовано в 19 ст. за проєктом Ф. Фельнера і Г. Гельмера).
- Міська лікарня (Циркульний корпус), Одеса (лікарня № 5 і нині).

### Друковані твори
- «Recueil des façades des principaux monuments construits à St.-Pétersbourg par Thomas de Thomon» (збірка креслень архітектора, СПб., 1806);
- «Traité de peinture, précédé de l'ongine des arts», з додатком гравюр, креслень і планів (СПб., 1809).

### Графічні твори
В творчому надбанні архітектора не останнє місце займала графіка. Тома де Томон не полишав малювання. Свідоцтвом його подорожей по Європі стали альбоми з малюнками " Спогади про Італію " (перо, туш, один у музеї Ермітаж, другий має Російська національна бібліотека.)
- Музей образотворчих мистецтв імені Пушкіна, його Гравюрний кабінет має гравюру « Море в місячному сяйві» в техніці акватинта. Незважаючи на стилістику пізнього класицизму, акватинта Тома де Томона вирізнялася романтичним, схвильованим характером в зображенні скелястого узбережжя, покручених буревіями дерев, в контрастному освітленні людей, маяка, класичної споруди з колонами і моря в місячному освітленні.
- Пригнічуючий, схвильовано-тривожний настрій панує і в малюнку « Пожежа в Стародавньому Римі» з його натовпом переляканих людей та бурхливими хмарами диму в нерівному пожежному сяйві (туш, акварель, гуаш Російський музей).

- В різних збірках — так звані " типові проєкти " споруд для різних міст Російської імперії.

### Смерть і посмертна слава
Архітектор упав з будівельних лісів і помер в Петербурзі 4 вересня 1813 р. Поховали на Смоленському цвинтарі. У 1955 р. прах і надгробок перенесено в некрополь Олександро-Невської лаври.

## Цікаві факти
- 15 червня 2011 в Санкт-Петербурзі в Александровському парку[ru] було встановлено скульптурну групу «Зодчі», що зображала архітекторів Російської імперії, які створили образ Петербурга. Серед них є й скульптура Ж.-Ф. Тома де Томона роботи заслуженого художника Росії Олександра Таратинова. Однак, як з'ясувалось у 2018 році[2], замість Ж.-Ф. Тома де Томона скульптор зобразив англійського хіміка Томаса Томсона. Скульптор заявив, що причиною помилки стала стаття у Вікіпедії[2], де було вміщено помилковий портрет. Однак, хоч така помилка у Вікіпедії дійсно мала місце, але портрет хіміка було завантажено 30 червня 2011 року, тобто вже після відкриття пам'ятника[3].